# Bassin houiller de Vendée

Localisation du gisement sur la carte des bassins houillers français.

Le bassin houiller de Vendée est un gisement de houille essentiellement situé dans le département de Vendée et débordant sur les départements de la Loire-Atlantique et des Deux-Sèvres, dans l'ouest de la France.
Le gisement s'est principalement formé au Stéphanien (daté entre -307 et -299 millions d'années), il est découpé en trois lambeaux : le bassin du lac de Grand-Lieu, le bassin de Chantonnay et le bassin de Faymoreau-Vouvant qui est le seul à avoir connu une exploitation industrielle par plusieurs concessions. Le charbon est connu depuis le milieu du XVIIIe siècle et exploité de façon industrielle entre 1830 et 1958. La production totale du gisement s'élève à 1 million de tonnes.
Plusieurs vestiges subsistent au début du XXIe siècle, principalement à Faymoreau qui possède un centre historique minier. Un ancien puits de Chantonnay est également mis en valeur.

## Situation
- Bassin houiller du Carbonifère
- Limites départementales

Carte de l'étendue du bassin houiller de Vendée.
Bassin houiller du Carbonifère

Le bassin houiller s'étend du nord, à l'est du département de la Vendée et déborde sans le sud de la Loire-Atlantique en région française des Pays de la Loire. Il se prolonge également dans l'ouest des Deux-Sèvres en région Nouvelle-Aquitaine.
Le gisement houiller le plus proche est le bassin houiller de Basse Loire, au nord.

## Géologie
Le gisement s'est principalement formé au Stéphanien (daté entre -307 et -299 millions d'années), il est découpé en trois lambeaux : le bassin du lac de Grand-Lieu, le bassin de Chantonnay et le bassin de Faymoreau-Vouvant. Ce gisement forme une bande étroite et discontinue de quelques kilomètres de large sur plus de 100 km de long entre le lac de Grand-Lieu en Loire-Atlantique et les communes de Saint-Laurs et Ardin en Deux-Sèvres, en passant par Chantonnay, situé au cœur de la Vendée, et Vouvant, dans le sud-est du même département.

## Concessions
Le bassin de Grand-Lieu n'a fait l'objet d'aucune exploitation ni d'aucune demande de concession, contrairement à ceux de Chantonnay et Vouvant-Faymoreau.

Carte des concessions du bassin houiller de Vendée.
- Bassin de Chantonnay :
- Bassin de Faymoreau-Vouvant :

| - Concession de Marzelle |

| - Concession des Cezais   | - Concession d'Epagne    |
| - Concession de Faymoreau | - Concession Saint-Laurs |

### Concessions du bassin de Faymoreau-Vouvant
Le charbon du bassin de Faymoreau-Vouvant est connu depuis le milieu du XVIIIe siècle et exploité de façon industrielle entre 1830 et 1958. La qualité du charbon est la meilleure de Vendée bien qu'elle reste variable d'un point du bassin à un autre. Au total six concessions sont accordées et exploitées.
| Nom          | Supérficie de l'étage géologique | Institution | Arrêt | Travaux miniers                    | Qualité     |
| ------------ | -------------------------------- | ----------- | ----- | ---------------------------------- | ----------- |
| Cezais       | 14,23 km2                        | 1876        | 1935  | Six puits                          | Médiocre    |
| Puyrinsant   | 2,99 km2                         | 1833        | 1861  | Quelques tranchées et petits puits | Médiocre    |
| Epagne       | 4,33 km2                         | 1847        | 1935  | Travaux d'importance moyenne       | Mauvaise    |
| La Boufferie | 3,61 km2                         | 1853        | 1905  | Plusieurs puits                    | Assez bonne |
| Faymoreau    | 4,62 km2                         | 1831        | 1959  | Plusieurs puits importants         | Assez bonne |
| Saint-Laurs  | 4,90 km2                         | 1840        | 1916  | Plusieurs puits importants         | Moyenne     |

Les houillères de Faymoreau.
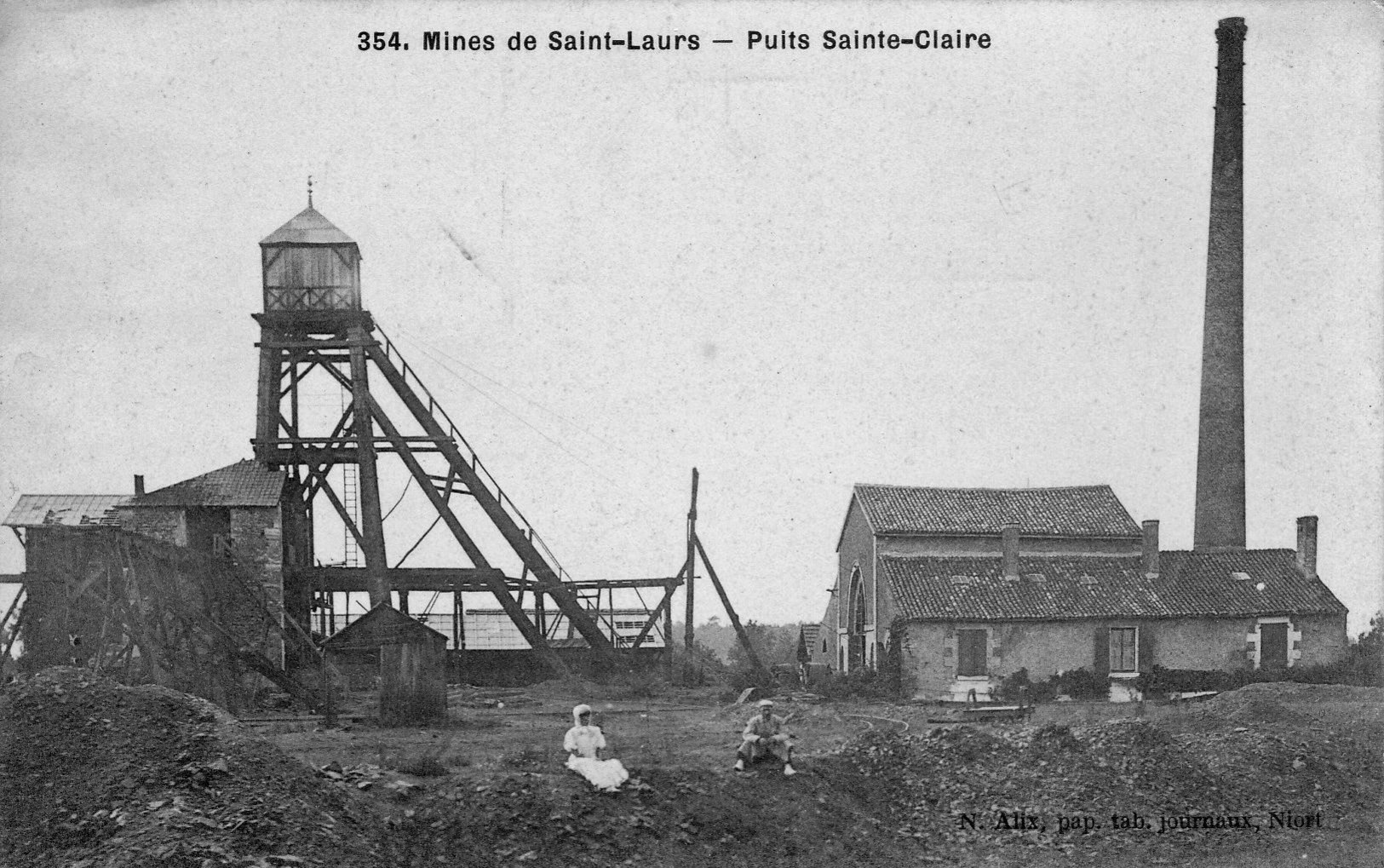
Le puits Sainte-Claire (Saint-Laurs).
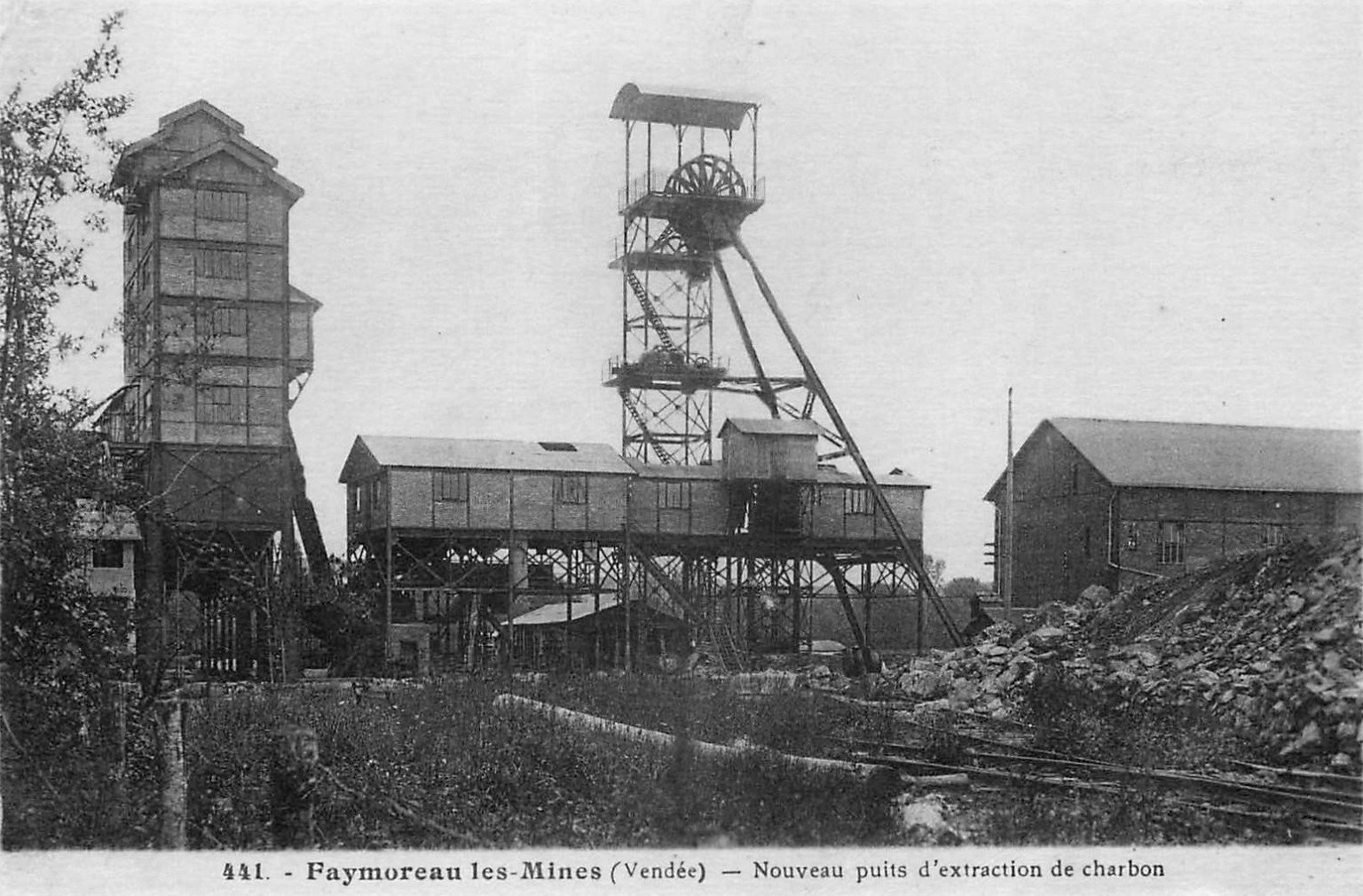
Le puits Bernard et le criblage (Saint-Laurs et Faymoreau).
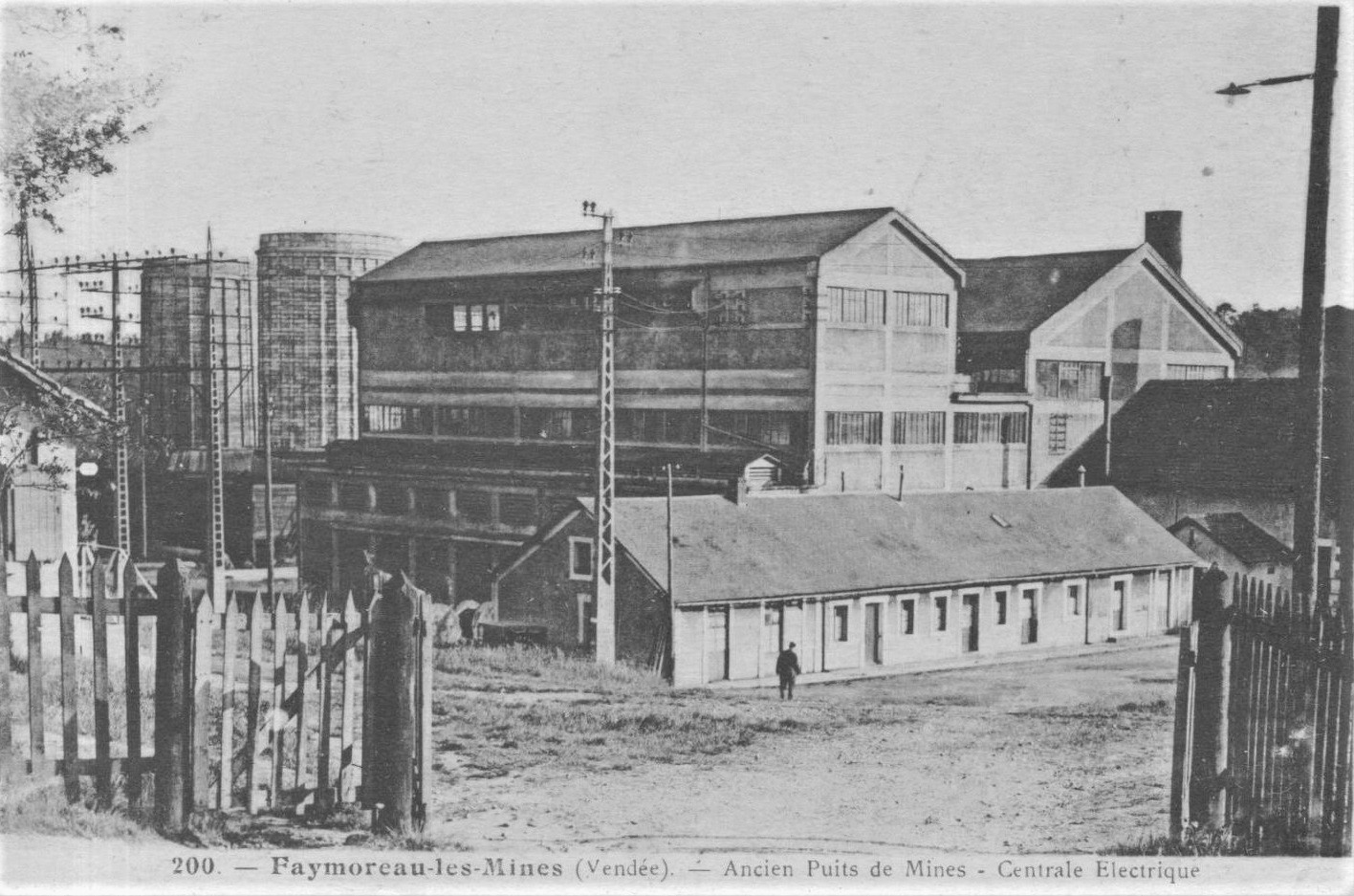
La centrale électrique (Faymoreau).

Le centre minier de Faymoreau retrace l'histoire du bassin minier. le chevalement en béton du puits Saint-Michel d'Epagne est conservé dans un parc. Les friches industrielles du puits Bernard et de la centrale thermique subsistent, tout comme le bâtiment d'extraction du puits Sainte-Claire, l’hôtel des mines. Il existe également des maquettes de chevalements, les corons et une chapelle des mineurs.

Vestiges miniers du bassin de Faymoreau.
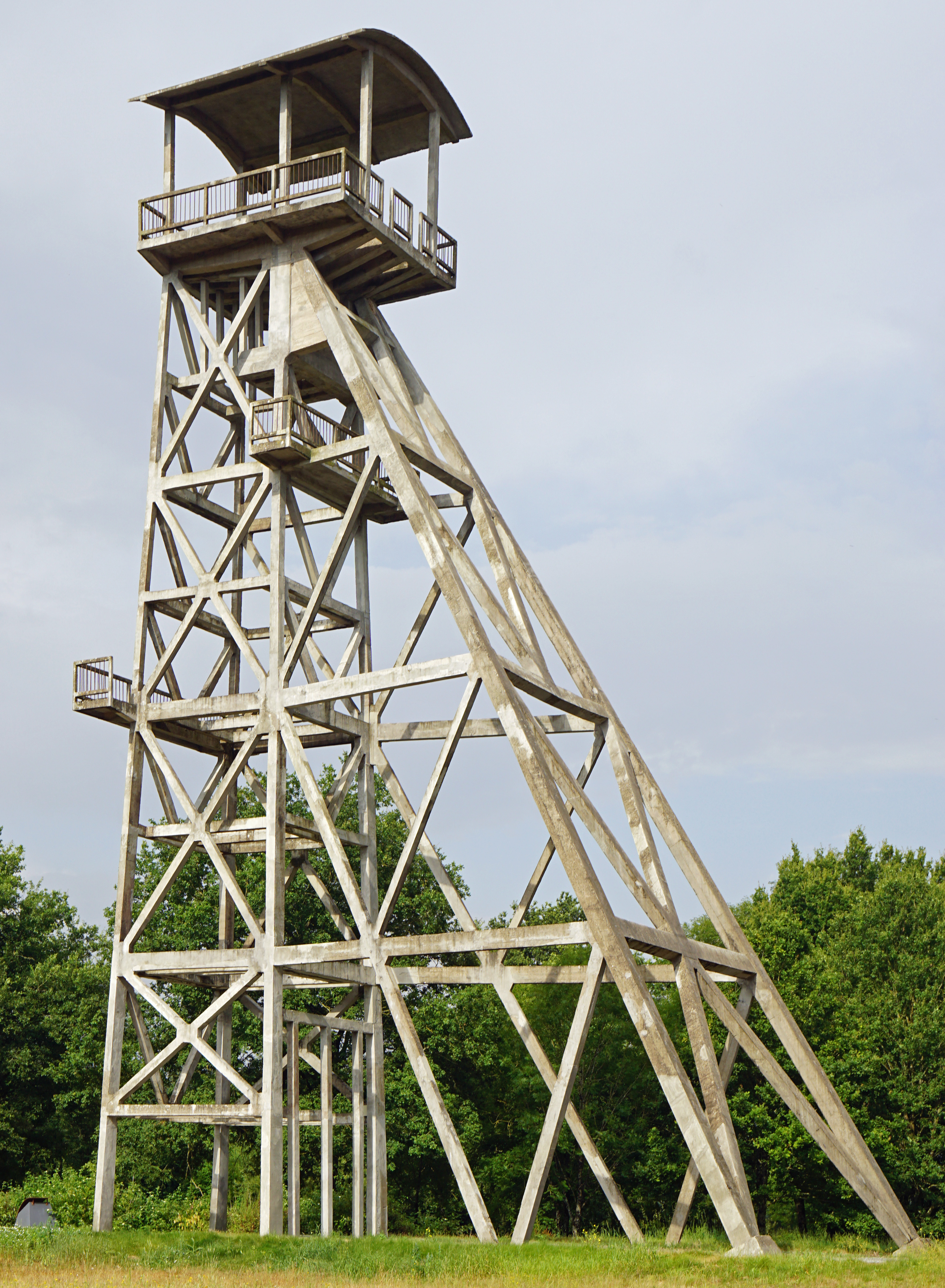
Chevalement du puits Saint-Michel (Epagne).
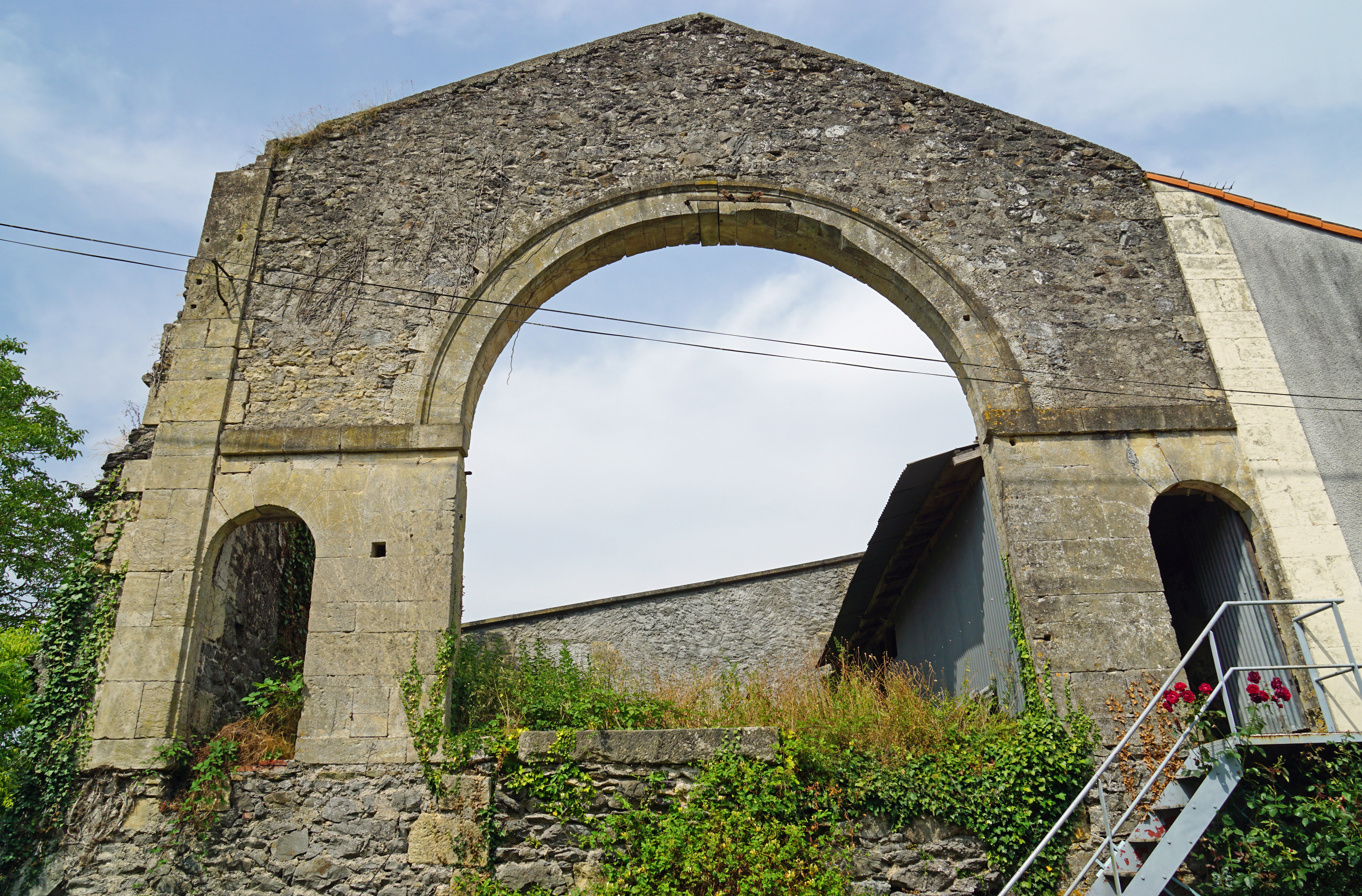
Puits Sainte-Claire (Saint-Laurs).
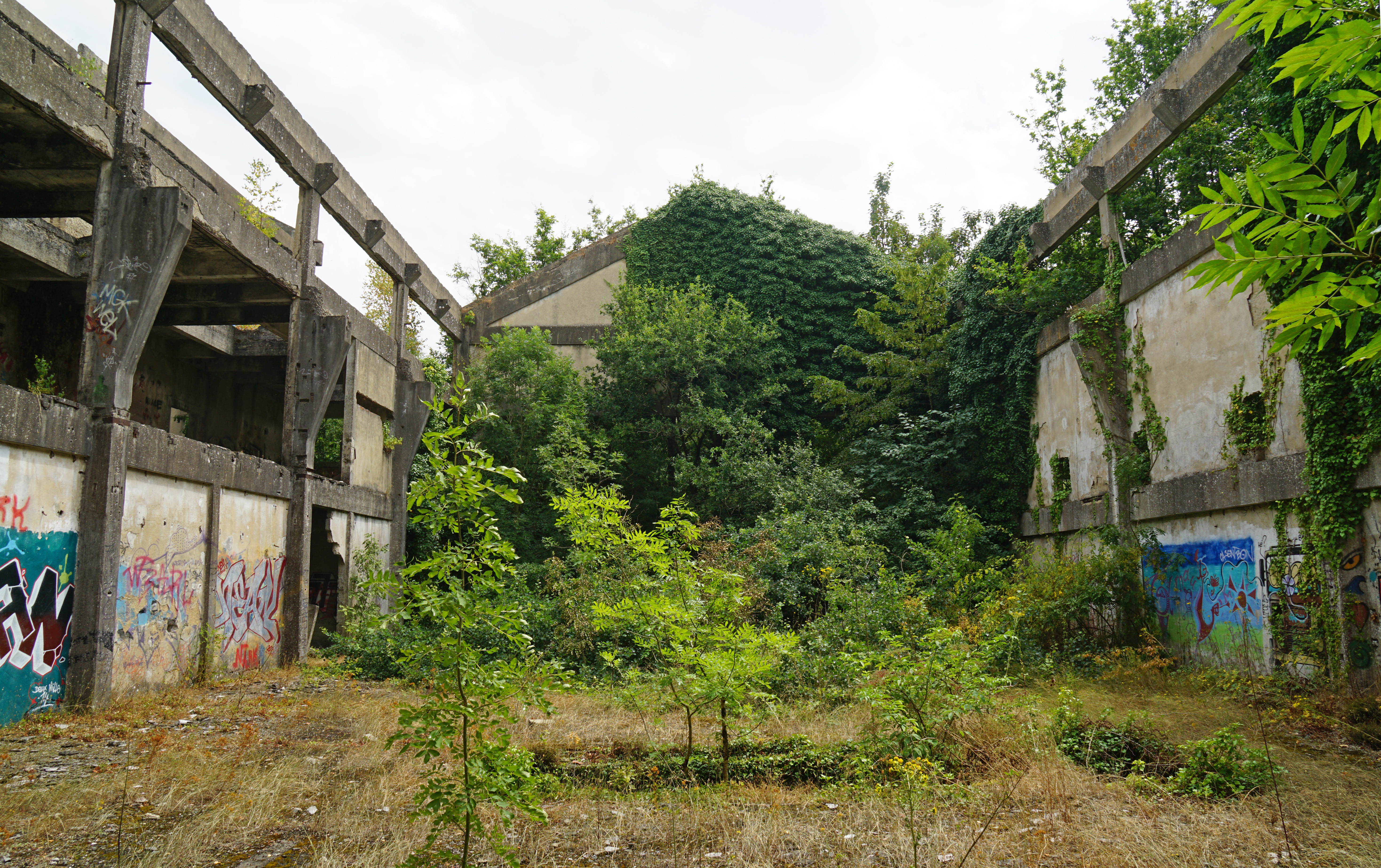
Les ruines de la centrale (Faymoreau).

### Concessions du bassin de Chantonnay

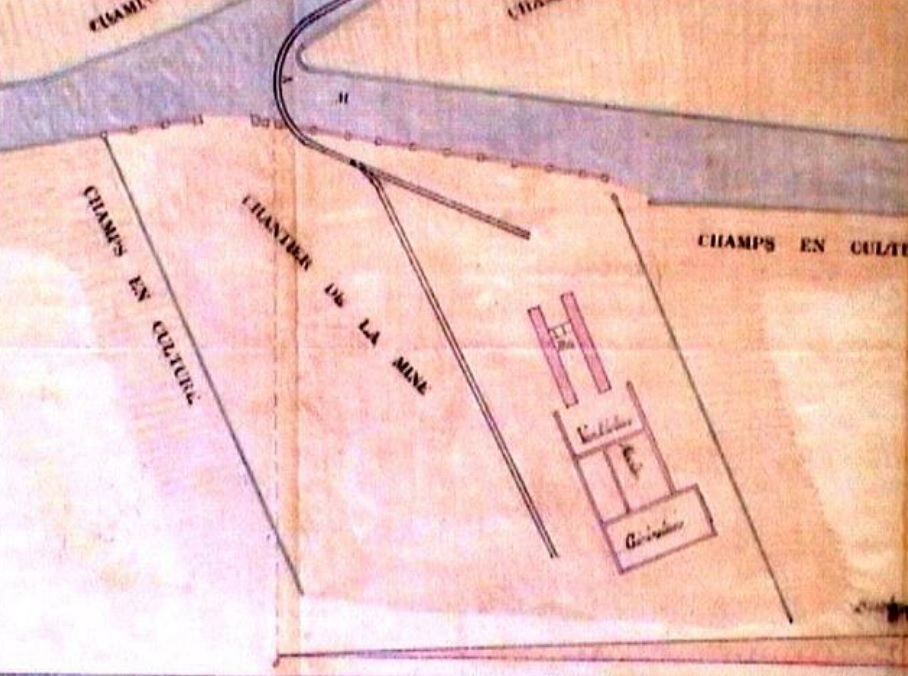
Plan des installations du puits Lépinay (concession de la Marzelle).

Trois concessions sont accordées dans le bassin de Chantonnay : Saint-Philbert, la Tabarière et la Marzelle. Le gisement, inexploitable, n'a connu que quelques tentatives artisanales et éphémères,.
La concession de Saint-Philbert, accordée en 1875, n'a connus que quelques travaux de recherches, la couche de charbon mesurant 60 cm.
La concession de la Tabarière, instituée en 1840 est abandonnée en 1869 après la tentative infructueuse d'exploiter un puits de 312 mètres de profondeur. La couche de houille rencontrée mesure 1,20 mètre mais est fortement perturbée.
Le charbon de la Marzelle et découvert grâce à des affleurements en 1840. La concession de la Marzelle est accordée en 1878 pour une surface de 26,85 km2, elle est la plus importante de ce bassin et Elle possède deux puits : le puits Lépinay (217 m) et le puits Temple (100 m). Le puits Lépinay ouvert de 1878 à 1884 sur la commune de Sainte-Cécile, à la limite de Chantonnay, n'a réellement fonctionné que deux ans avec une cinquantaine d'ouvriers. Il est équipé d'une machine d'extraction à vapeur de 28 ch est a remonté 109,5 tonnes de houille.
Des vestiges des puits de la Marzelle subsistent au début du XXIe siècle, notamment un orifice de puits, un terril et un portail d'accès. En août 2014, un chantier de jeunes encadrés par l'association de la Marzelle et l'association Réveil du patrimoine permet la rénovation du mur et du portail d'entrée de la mine (puits Lépiney) avec la mise en place d'un panneau explicatif. Des visites guidées sont occasionnellement organisées, notamment en 2016.

Ruines de la mine de Chantonnay vers 1900.
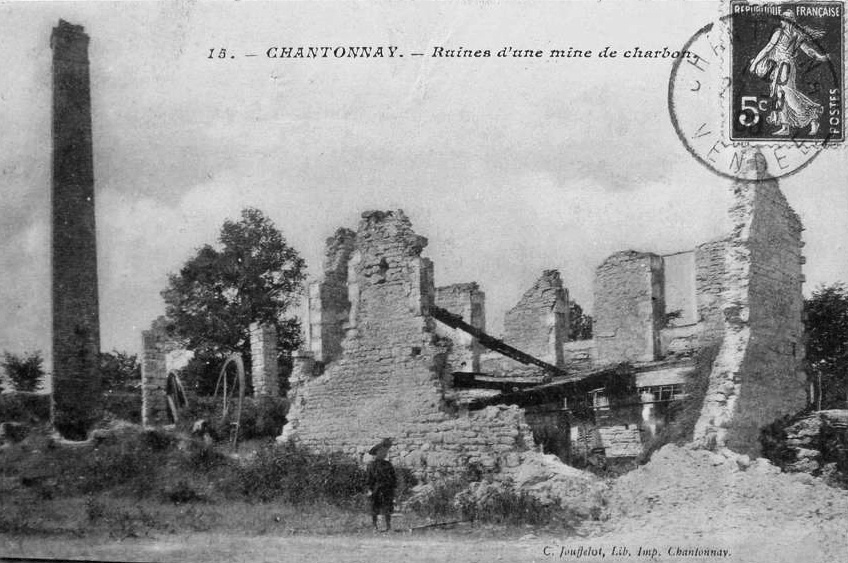
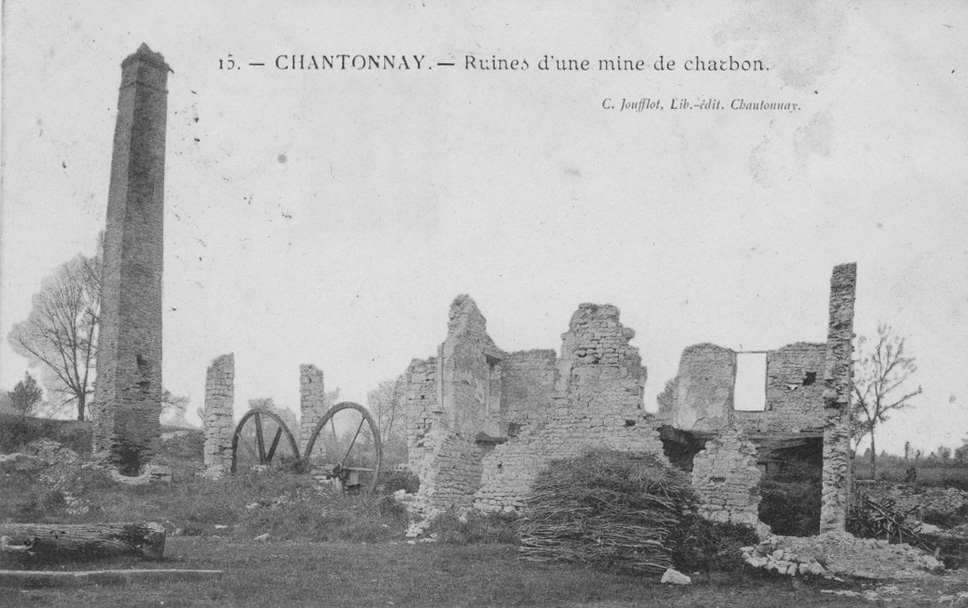

## Production
La production totale du gisement s'élève à 1 million de tonnes. C'est le bassin de Faymoreau-Vouvant qui fournit la quasi-totalité de la houille, le bassin de Chantonnay n'ayant produit guère plus de 110 tonnes.